# Ulla Asbjørn Andersen
Ulla Benedikte Asbjørn Andersen (født 13. juli 1946) er en dansk skuespiller.
Hun er datter af skuespilleren Asbjørn Andersen og var elev hos Tove Bang. Hun har bl.a. medvirket i revy, børneteater og kabaret. Andersen var gift med skuespilleren Ole Søltoft (d. 1999).

## Filmografi
- Fireogtyve timer (1951)
- Pas på ryggen, professor (1977)
- Honningmåne (1978)
- Jydekompagniet (1988)